# Trichopeza longicornis
Trichopeza longicornis är en tvåvingeart som först beskrevs av Johann Wilhelm Meigen 1822.  Trichopeza longicornis ingår i släktet Trichopeza och familjen Brachystomatidae. Arten är reproducerande i Sverige. Inga underarter finns listade i Catalogue of Life.